# Microplitis crenulatus
Microplitis crenulatus är en stekelart som först beskrevs av Léon Abel Provancher 1888.  Microplitis crenulatus ingår i släktet Microplitis och familjen bracksteklar. Inga underarter finns listade i Catalogue of Life.